# Phare d'Assateague
Le phare d'Assateague (en anglais : Assateague Light) est un phare américain situé dans le comté d'Accomack, en Virginie.
Protégé au sein du Chincoteague National Wildlife Refuge, il est inscrit au Registre national des lieux historiques depuis le 16 décembre 1980.

## Historique
À l'origine, il n'existait aucun phare entre e cap Henlopen au sud de la baie de la Delaware et Cape Charles en Virginie. En 1830, le Congrès des États-Unis alloue de l’argent pour la construction d'un phare situé dans les environs de l’île de Chincoteague. L'année suivante, c'est Assateague Island qui est définitivement choisie. Le phare d’Assateague a été construit à la pointe sud de l’île. Depuis que les îles-barrières comme Assateague se déplacent et se modifient, il n’est pas surprenant que l’île ait grandi d’environ 5 milles depuis la désignation du site. Au fil des ans, un crochet s'est développé au sud et la crique créée par ce crochet s'est progressivement remplie de sable.
Il abritait à l'origine une lentille de Fresnel de premier ordre qui a depuis été remplacée par une balise plus puissante à commande électronique. La première lentille de Fresnel du phare est exposée au Museum of Chincoteague Island (en).
Le phare est ouvert pour les visites publiques le week-end en été. Il appartient à l'United States Fish and Wildlife Service et reste maintenu par l'United States Coast Guard.

## Caractéristiques dufeu maritime
Fréquence : 5 secondes (W)
- Lumière : 0.1 seconde
- Obscurité : 1 seconde
- Lumière : 0.1 seconde
- Obscurité : 3.8 secondes

Identifiant : ARLHS : USA-021 ; USCG : 2-0275 ; Admiralty : J1364 .

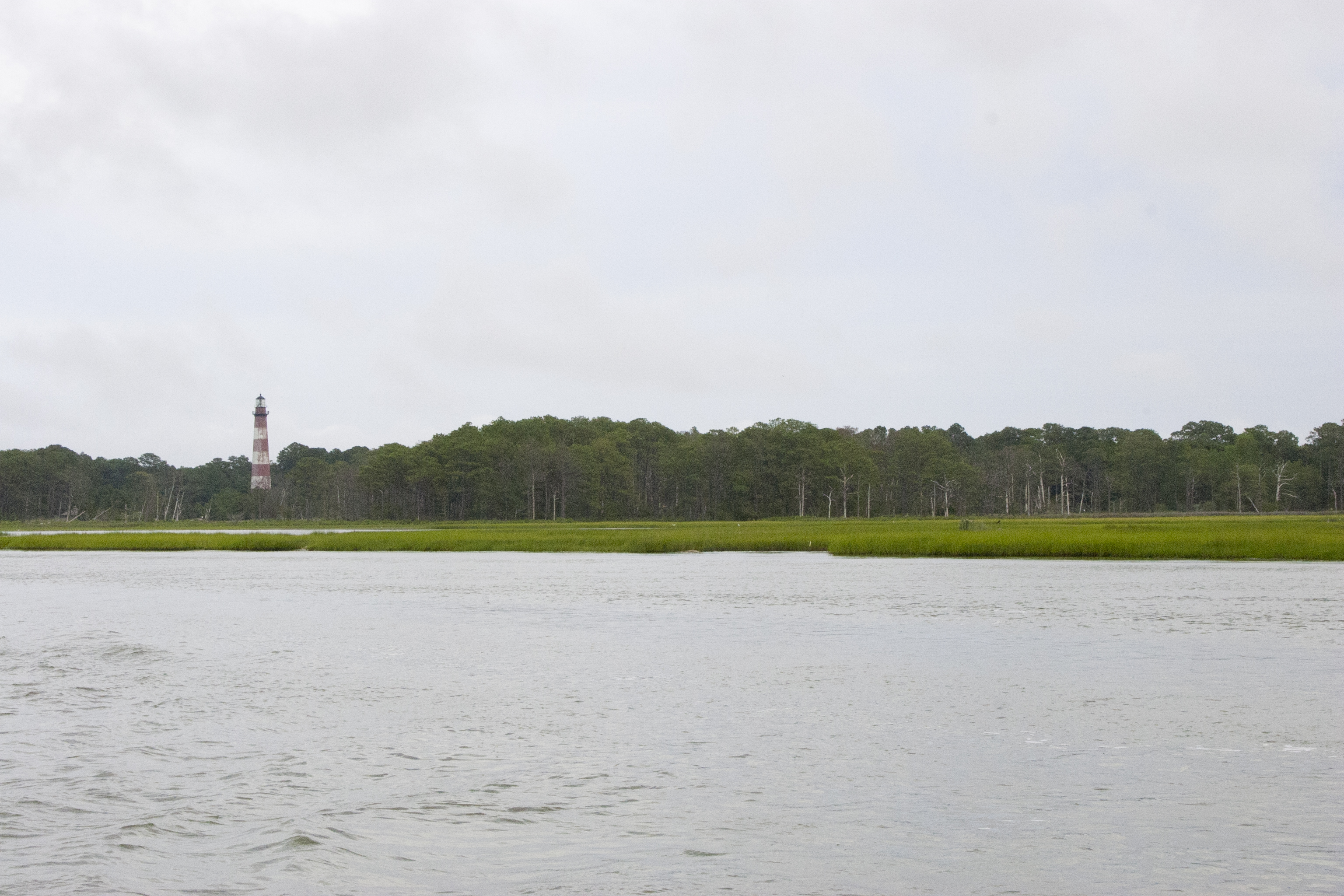
Le phare
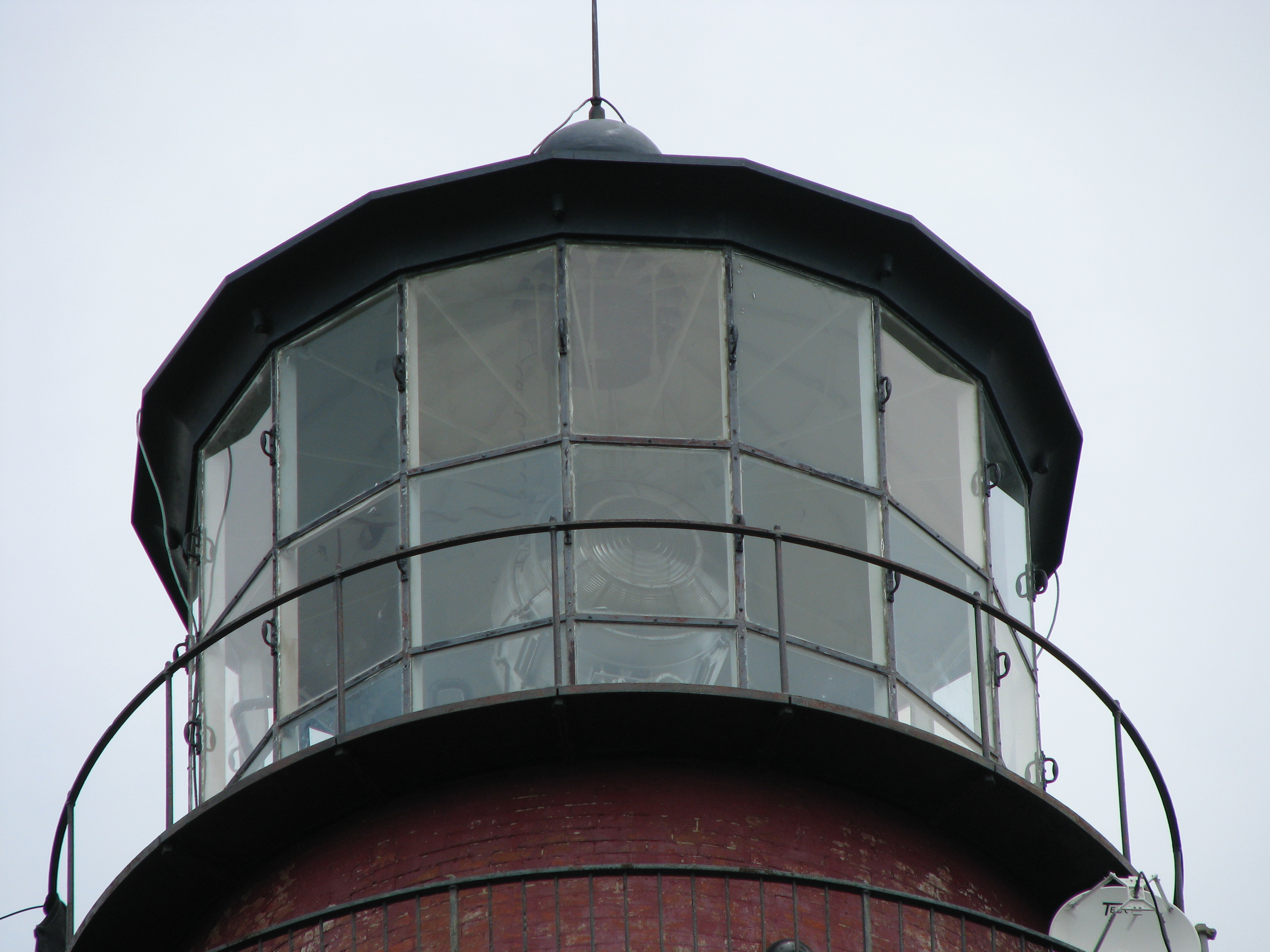
La lanterne
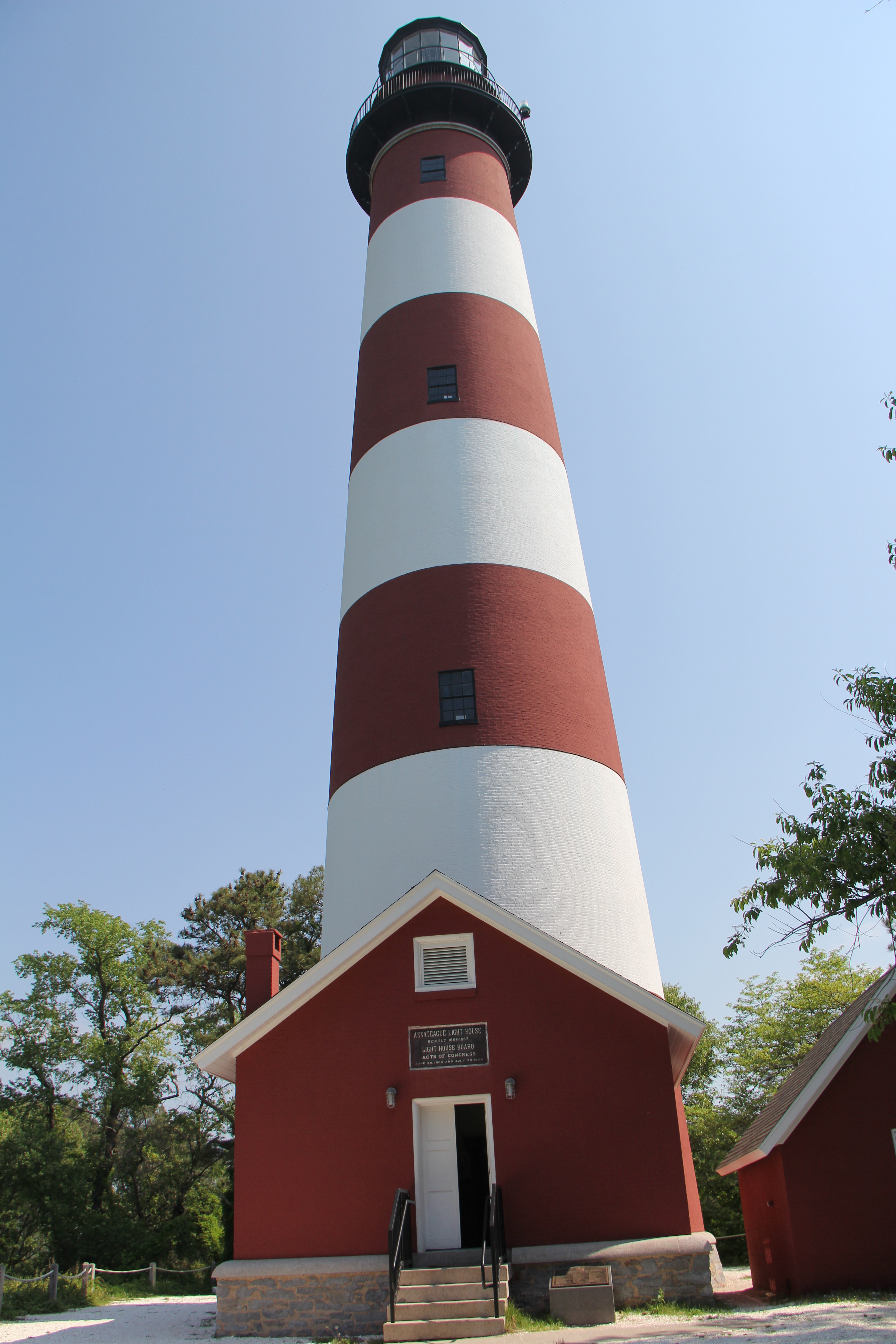
Le phare